# Alteja
Alteja je v grški mitologiji Testijeva hči, žena kaledonskega kralja Eneja in mati Meleagrosa. Ko je Meleagros v prepiru ubil svojega strica, ga je Alteja ubila.